# Lijst van voetbalinterlands Nieuw-Zeeland - Venezuela
Deze lijst van voetbalinterlands is een overzicht van alle officiële voetbalwedstrijden tussen de nationale teams van Nieuw-Zeeland en Venezuela. De landen speelden tot op heden een keer tegen elkaar: een vriendschappelijke wedstrijd, gespeeld op 28 maart 2007 in Maracaibo.

## Wedstrijden
| № | Plaats    | Datum         | Competitie        | Wedstrijd                 | Uitslag |
| - | --------- | ------------- | ----------------- | ------------------------- | ------- |
| 1 | Maracaibo | 28 maart 2007 | Vriendschappelijk | Venezuela – Nieuw-Zeeland | 5 – 0   |

## Samenvatting
| Competitie        | Totaal gespeeld | Winst Nieuw-Zeeland | Gelijk | Winst Venezuela | Doelsaldo Nieuw-Zeeland – Venezuela |
| ----------------- | --------------- | ------------------- | ------ | --------------- | ----------------------------------- |
| Vriendschappelijk | 1               | 0                   | 0      | 1               | 0 − 5                               |
| Totaal            | 1               | 0                   | 0      | 1               | 0 − 5                               |

## Details

### Eerste ontmoeting
De eerste en tot op heden enige officiële ontmoeting tussen de nationale voetbalploegen van Nieuw-Zeeland en Venezuela vond plaats op woensdag 28 maart 2007. Het vriendschappelijke duel, bijgewoond door 12.000 toeschouwers, werd gespeeld in het Estadio José Pachencho Romero in Maracaibo, Venezuela, en stond onder leiding van scheidsrechter Juan Ernesto Soto uit Venezuela. Hij deelde twee gele kaarten uit.
| Vriendschappelijk (Maracaibo, Venezuela, 28 maart 2007): |              | |
| Venezuela | 5 – 0        | Nieuw-Zeeland |
| Ricardo Páez 7' Fernando De Ornelas 30' Fernando De Ornelas 75' Miku 84' (pen.) Ruberth Morán 90+1'                                                                                             | goals        | |
| Richard Páez | bondscoach   | Ricki Herbert |
| Renny Vega 46' Rubén Yori 46' Grenddy Perozo 73' Juan Fuenmayor Luis Vallenilla 74' Juan Arango Pedro Fernández 67' Jesús Meza 46' Giancarlo Maldonado 46' Fernando De Ornelas 61' Ricardo Páez | opstellingen | Mark Paston Danny Hay Steven Old David Mulligan 59' Tony Lochhead Chris James Noah Hickey 59' Leo Bertos Andy Barron Ivan Vicelich Shane Smeltz |
| Rafael Dudamel 46' Javier Villafraz 46' Miku 46' Roberto Rosales 46' Ruberth Morán 61' Alain Giroletti 67' Julio Machado 73' Rennier Rodríguez 74'                                              | wissels      | 59' Jeremy Brockie 59' Jarrod Smith |
| Juan Fuenmayor 44' | gele kaarten | 38' Ivan Vicelich |

NZF · A-internationals · Bondscoaches · Statistieken · N-Zeelands vrouwenelftal · Olympisch elftal · N-Zeeland U21 · N-Zeeland U20 · N-Zeeland U19 · N-Zeeland U18 · N-Zeeland U17
1920 – 1949 ·
1950 – 1959 ·
1960 – 1969 ·
1970 – 1979 ·
1980 – 1989 ·
1990 – 1999 ·
2000 – 2009 ·
2010 – 2019 ·
2020 − 2029
WK 1982 ·
WK 2010
OS 2008 ·
OS 2012 ·
OS 2020
1922 · 
1923 · 
1924 · 
1925–1926 ·
1927 · 
1928–1932 ·
1933 · 
1934–1935 ·
1936 · 
1937 · 
1938–1945 ·
1946 · 
1947 · 
1948 · 
1949–1950 ·
1951 · 
1952 · 
1953 ·
1954 · 
1955 · 
1956 ·
1957 · 
1958 · 
1959 · 
1960 · 
1961 · 
1962 · 
1963 ·
1964 · 
1965–1966 ·
1967 · 
1968 · 
1969 · 
1970 · 
1971 · 
1972 · 
1973 · 
1975 · 
1976 · 
1977 · 
1978 · 
1979 · 
1980 · 
1981 · 
1982 · 
1983 · 
1984 · 
1985 · 
1986 · 
1987 · 
1988 · 
1989 · 
1990 · 
1991 · 
1992 · 
1993 · 
1994 · 
1995 · 
1996 · 
1997 · 
1998 · 
1999 · 
2000 · 
2001 · 
2002 · 
2003 · 
2004 · 
2005 · 
2006 · 
2007 · 
2008 · 
2009 · 
2010 · 
2011 · 
2012 · 
2013 ·
2014 ·
2015 ·
2016 ·
2017 ·
2018 ·
2019 ·
2020 ·
2021 ·
2022 ·
2023 ·
2024
Australië ·
Bahrein ·
Botswana ·
Brazilië ·
Canada ·
Chili ·
China ·
Colombia ·
Congo-Kinshasa ·
Cookeilanden ·
Costa Rica ·
Curaçao ·
Duitsland ·
Egypte ·
El Salvador ·
Engeland ·
Estland ·
Fiji ·
Frankrijk ·
Gambia ·
Georgië ·
Ghana ·
Griekenland ·
Honduras ·
Hongarije ·
Ierland ·
India ·
Indonesië ·
Irak ·
Iran ·
Israël ·
Italië ·
Jamaica ·
Japan ·
Jordanië ·
Kenia ·
Koeweit ·
Libanon ·
Litouwen ·
Maleisië ·
Marokko ·
Mexico ·
Myanmar ·
Nieuw-Caledonië ·
Noord-Ierland ·
Noorwegen ·
Oezbekistan ·
Oman ·
Papoea-Nieuw-Guinea ·
Paraguay ·
Peru ·
Polen ·
Portugal ·
Qatar ·
Rusland ·
Salomonseilanden ·
Samoa ·
Saoedi-Arabië ·
Schotland ·
Servië ·
Singapore ·
Slovenië ·
Slowakije ·
Soedan ·
Sovjet-Unie ·
Spanje ·
Tahiti ·
Taiwan ·
Tanzania ·
Thailand ·
Trinidad en Tobago ·
Tunesië ·
Turkije ·
Uruguay ·
Vanuatu ·
Venezuela ·
Verenigde Arabische Emiraten ·
Verenigde Staten ·
Wales ·
Wit-Rusland ·
Zuid-Afrika ·
Zuid-Korea ·
Zuid-Vietnam ·
Zweden
Italië (2010) ·
Schotland (1982) · 
Slowakije (2010)
FVF · A-internationals · Selecties · Bondscoaches · Statistieken · Venezolaans vrouwenelftal · Olympisch elftal · Venezuela U21 · Venezuela U20 · Venezuela U19 · Venezuela U18 · Venezuela U17
1938 – 1949 ·
1950 – 1959 ·
1960 – 1969 ·
1970 – 1979 ·
1980 – 1989 ·
1990 – 1999 ·
2000 – 2009 ·
2010 – 2019 ·
2020 – 2029
1938 · 
1939–1945 · 
1946 · 
1947 · 
1948 · 
1949 · 1950 · 
1951 · 
1952 · 1953 · 1954 · 
1955 · 
1956 · 
1957–1964 · 
1965 · 
1966 · 
1967 · 
1968 · 
1969 · 
1970 · 
1971 · 
1972 · 
1973 · 
1974 · 
1975 · 
1976 · 
1977 · 
1978 · 
1979 · 
1980 · 
1981 · 
1982 · 
1983 · 
1984 · 
1985 · 
1986 · 
1987 · 
1988 · 
1989 · 
1990 · 
1991 · 
1992 · 
1993 · 
1994 · 
1995 · 
1996 · 
1997 · 
1998 · 
1999 · 
2000 · 
2001 · 
2002 · 
2003 · 
2004 · 
2005 · 
2006 · 
2007 · 
2008 · 
2009 · 
2010 · 
2011 · 
2012 · 
2013 · 
2014 · 
2015 · 
2016 · 
2017 ·
2018 ·
2019 ·
2020 ·
2021 ·
2022 ·
2023 ·
2024
Angola ·
Argentinië ·
Aruba ·
Australië ·
Bahama's ·
Bermuda ·
Bolivia ·
Brazilië ·
Canada ·
Chili ·
China ·
Colombia ·
Costa Rica ·
Cuba ·
Dominicaanse Republiek ·
Ecuador ·
El Salvador ·
Estland ·
Guatemala ·
Guinee ·
Haïti ·
Honduras ·
IJsland ·
Iran ·
Italië ·
Jamaica ·
Japan ·
Joegoslavië ·
Malta ·
Mexico ·
Moldavië ·
Nederlandse Antillen ·
Nicaragua ·
Nieuw-Zeeland ·
Nigeria ·
Noord-Korea ·
Oezbekistan ·
Oostenrijk ·
Panama ·
Paraguay ·
Peru ·
Puerto Rico ·
Saoedi-Arabië · 
Spanje ·
Syrië ·
Trinidad en Tobago ·
Uruguay ·
Verenigde Arabische Emiraten ·
Verenigde Staten ·
Zuid-Korea ·
Zweden ·
Zwitserland